# Emanuela
Emanuela (také Emmanuella) je ženské křestní jméno. Podle českého kalendáře slaví jmeniny 26. března. Jde o ženskou podobu jména Emanuel, které v hebrejštině (původně עמנו אל, Immánú-él) znamená "Bůh je s námi", přechýlená varianta vznikla patrně ve francouzštině.

## Známé nositelky
- Emmanuelle Vaugier – franko-kanadská herečka
- Emmy Rossum – americká zpěvačka a herečka
- Emmanuelle Béart – francouzská herečka
- Emmanuelle Laborit – francouzská neslyšící herečka
- Manuela Di Centa – italská běžkyně na lyžích, olympionička
- Emmanuelle Chriqui – kanadská herečka
- Emmanuelle Seignerová – francouzská herečka, bývalá modelka a zpěvačka Ultra Orange & Emmanuelle
- Emmanuelle Arsan – thajsko-francouzská spisovatelka

## Další
- Manuela (telenovela)